# 양귀비 (1962년 영화)
"양귀비"는 한국에서 제작된 최훈 감독의 1962년 영화이다. 최무룡 등이 주연으로 출연하였고 임일빈 등이 제작에 참여하였다.

## 출연

### 주연
- 최무룡 - 이백 역
- 김지미 - 양 귀비 역
- 김승호 -  당 현종 역
- 이예춘 - 안녹산 역
- 김희갑 - 고력사 역
- 장동휘 - 양국충 역
- 김동원 - 이임보 역
- 황정순 - 연춘군주 역
- 한미나 - 한국부인 양옥패 역
- 박노식 - 가서한 역
- 김석훈 - 진현례 역
- 최남현 - 이귀년 역
- 김칠성 - 고상 역
- 김만 - 곽자의 역
- 노경희 - 호국부인 역
- 이빈화 - 진국부인 양옥차 역
- 강미애 - 홍도 역
- 이민 - 신소의 역
- 주선태 - 엄장 역
- 최성호 - 왕사례 역

## 기타
- 조명: 방기찬
- 미술: 이인권